# Junkers Ju 290

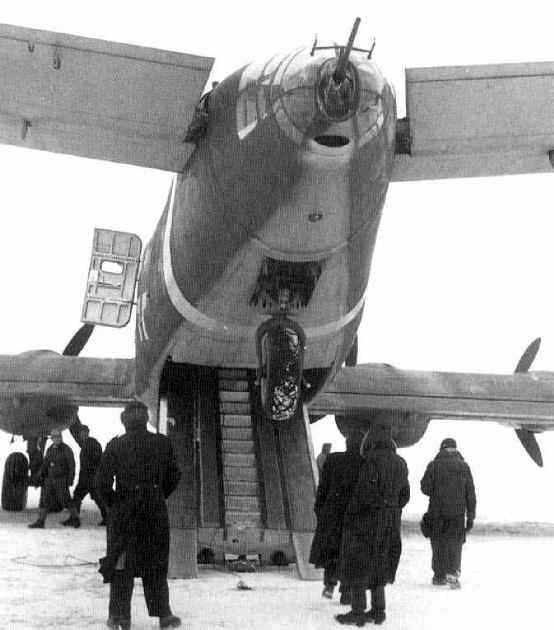
Юнкерс Ю-290 с опущенной задней рампой, хорошо видно поднятое в воздух хвостовое колесо шасси.

Юнкерс Ю-290 (нем. Junkers Ju 290) — немецкий дальний морской разведчик. Является дальнейшим развитием Junkers Ju 90 (созданного на базе бомбардировщика Ju 89, который не пошёл в серию).
Ju 290V1 впервые поднялся в воздух 16 июля 1942 года с моторами BMW 801A и фюзеляжной грузовой рампой с гидроприводом — т. н. «трапоклаппе».
С 1942 по 1944 годы производился серийно. Всего было выпущено 52 самолёта (по другим данным 65).
Немецкое прозвище — «летающий шкаф».

## Варианты и модификации
- Ju 290 V1 (BD+TX) — прототип
- Ju-290А-1 — невооружённый транспортный вариант, имел двигатели BMW 801L (1560 л. с). Построено 8 единиц.
- Ju-290А-2 — самолёт-разведчик, имел башню с 20-мм пушкой MG-151 и РЛС FuG 200. Три переоборудованных Ju 290A-1.
- Ju-290А-3 — разведывательный вариант, имел двигатели BMW 801D (1700 л. с), четыре 20-мм пушки MG-151 (по одной в двух верхних башнях с гидроприводом, в носовой части подфюзеляжной гондолы и хвостовой фюзеляжной установке), три 13,2-мм пулемёта MG-131 (по одному в хвостовой части подфюзеляжной гондолы и боковых окнах). Экипаж — семь человек. Изготовлено 5 самолётов.
- Ju-290А-4 — имел двигатели BMW 801D, введена бронезащита кабины пилотов. Вооружение как у Ju 290A-3. «Трапоклаппе» отсутствует. Построено 5 машин.
- Ju-290А-5 — имел двигатели BMW 801G (1700 л. с), получил протектирование топливных баков, пулемёты в оконных установках заменены пушками MG 151/20. Экипаж — девять человек. Выпущено 11 единиц.
- Ju-290А-6 — одна машина, выпущенная в 50-местном пассажирском варианте.
- Ju-290А-7 — вооружение усилено за счёт установки дополнительной пушки MG-151/20 в носовой части фюзеляжа. Под крылом получил 3 держателя для подвески противокорабельных управляемых ракет Hs 293 или управляемых авиабомб FX-1400 (возможна также подвеска обычных бомб калибром до 1000 кг). С лета 1944 г. построено 19 (по другим данным 13) самолётов.
- Ju-290А-9 — разведчик с увеличенной дальностью и сокращённым вооружением (3 20-мм пушки MG 151/20 в носовой, хвостовой установках и верхней башне).
- L-290 «Орёл» — пассажирский вариант, построенный в единственном экземпляре из частей, предназначавшихся для прототипа высотного Ju 290 B-1; достроен в 1948 (по другим данным в 1946) году в Чехословакии на заводе Letov Kbely.

## Боевое применение
На рубеже 1942—1943 года Ju 290 были в спешном порядке направлены под Сталинград, для снабжения окружённой армии Ф. Паулюса.
В январе 1943 два Ju-290А-1 вошли в состав тяжёлого транспортного отряда LTS 290, действовавшего на Средиземноморском театре военных действий, к концу апреля эти машины были потеряны.
Ju-290А-2 использовались для обнаружения морских конвоев на подступах к Британским островам. В августе 1944 года Ju-290А-2 передислоцировали в Германию.
Ju-290 уничтожен в операции «Арийцы» (август 1944).
27 октября 1944 года Ju 290, вылетевший из Вены, высадил пятерых агентов-парашютистов возле Мосула (Ирак).
Весной 1945 года один Ju-290А-6 перелетел в Барселону, был выкуплен правительством Испании и до 1956 года эксплуатировался в ВВС Испании.
Ju-290А-4 стал американским трофеем, где проходил испытания после Второй мировой войны.
L-290 эксплуатировался в Чехословакии в качестве пассажирского.

## Тактико-технические характеристики (Ju-290А-5)
Источник данных: Junkers aircraft and engines, 1913–1945, German aircraft of the Second World War, The warplanes of the Third Reich

Технические характеристики
- Экипаж: 9
- Длина: 28,64 м
- Размах крыла: 42,0 м
- Высота: 6,83 м
- Площадь крыла: 205,3 м²
- Масса пустого: 24 000 кг
- Нормальная взлётная масса: 40 970 кг
- Максимальная взлётная масса: 44 969 кг
- Силовая установка: 4 × воздушного охлаждения, звездообразный, 14-цилиндровый BMW 801G
- Мощность двигателей: 4 × 1 700 л. с. (взлётная) (4 × 1 300 кВт
  - 1 450 л. с. (1 080 кВт) на 2 000 м
  - 1 310 л. с. (980 кВт) на 5 800 м)
- Воздушный винт: трёхлопастный, изменяемого шага

Лётные характеристики
- Максимальная скорость: 493 км/ч (на 5 800 м)
- Крейсерская скорость: 360,5 км/ч (на 5 800 м)
- Практическая дальность: 6 148 км (с 21 003 л. топлива)
- Практический потолок: 6 000 м
- Скороподъёмность: 3 м/с (1 860 м за 9 мин 48 сек при массе 40 970 кг)

Вооружение
- Стрелково-пушечное: 1 × 20-мм MG 151/20 или 1 x 30-мм MK 103 в носовой точке, 2 x 20-мм MG 151/20 (или MG 151/15) в верхней, 1 x 20-мм MG 151/20 в хвосте, 2 × 13-мм MG 131 по бортам, 2 × 13-мм MG 131 в корме.
- Бомбы: до 3000 кг; или 3 управляемые бомбы Fritz X / торпеды F5W, или планирующая бомба Henschel Hs 293
  - радар FuG 200 Hohentwiel

## Эксплуатанты
Нацистская Германия
- Люфтваффе:

 Франкистская Испания
- ВВС франкистской Испании: 1 Ju-290А-6 (по другим данным A-5, Wk.Nr. 110178 D-AITR Bayern), ранее принадлежавший Deutsche Luft Hansa.

 Чехословакия
- České aerolinie: 1 пассажирский L-290 "Orel" (на базе Ju 290 B-1)